# Boronia citrata
Boronia citrata är en vinruteväxtart som beskrevs av Neville Grant Walsh. Boronia citrata ingår i släktet Boronia och familjen vinruteväxter. Inga underarter finns listade i Catalogue of Life.